# Rosseliana
Rosseliana is een mosdiertjesgeslacht uit de familie van de Antroporidae en de orde Cheilostomatida. De wetenschappelijke naam ervan is in 1888 voor het eerst geldig gepubliceerd door Jullien.

## Soorten
- Rosseliana baeticaensis Alvarez, 1992
- Rosseliana rosselii (Audouin, 1826)